# Calayan-rikse
Calayan-riksen (Gallirallus calayanensis) er en vandhøne i tranefugle-ordenen. 
Den flyveløse fugl er endemisk for den filippinske ø Calayan. Arten blev første gang opdaget af Carmela Española i maj 2004 og opdagelsen blev offentliggjort den 16. august 2004. Den lokale befolkning var dog klar over fuglens eksistens og den var kendt under det lokale navn piding.
Denne rikse er en af 20 flyveløse riksearter. Forskerne anslår, at den samlede bestand er omkring 200 par.